# Léon Sazie
Léon Sazie (Orano, 15 ottobre 1862 – Suresnes, 16 gennaio 1939) è stato un romanziere, giornalista e drammaturgo francese celebre negli anni dieci per aver inventato il personaggio di Zigomar.
Zigomar fu un re del crimine, che aveva come segno distintivo un cappuccio rosso ed era a capo della banda degli "Z".

## Biografia
Nato nell'Africa settentrionale, Léon Sazie cominciò a scrivere negli anni novanta testi per il teatro. Non riscuotendo grande successo, decise di diventare romanziere, scrivendo romanzi di genere, sentimentali, d'avventura e polizieschi. Nel 1908, creò per l'L'Œil de la police Martin Numa le plus grand détective du monde e, nel 1909, il personaggio che gli diede la fama, quello di Zigomar, eroe di un romanzo d'appendice in 164 episodi pubblicato sul quotidiano Le Matin. Nel 1913, la serie fu ripubblicata in fascicoli dall'editore Ferenczi. La popolarità del personaggio fu tale che la sua effigie finì nei pains d'épice, nelle pipe, sulle scatole di fiammiferi venduti nelle fiere e alle feste popolari. Nel 1916, in piena guerra, Sazie scrisse un nuovo romanzo d'ispirazione patriottica, Zigomar au service de l'Allemagne.
Appassionato di scherma, il Sazie inventò un sistema di sicurezza per la punta delle lame per prevenire gli incidenti in questa disciplina.

## Filmografia
- Zigomar, roi des voleurs, regia di Victorin-Hippolyte Jasset (1911)
- Zigomar, regia di Victorin-Hippolyte Jasset (1911)
- Zigomar contro Nick Carter, regia di Victorin-Hippolyte Jasset (1912)
- Zigomar, peau d'anguille - Épisode 1: La résurrection de Zigomar
- Zigomar, peau d'anguille - Épisode 2: L'éléphant cambrioleur
- Zigomar, peau d'anguille - Épisode 3: Le brigand de l'air
- Enfants de Paris
- Enfants de Paris